# Paul Borowski
Paul Borowski (ur. 19 marca 1937 w Rostocku, zm. 22 grudnia 2012 tamże) – niemiecki żeglarz sportowy. Dwukrotny medalista olimpijski.
Reprezentował barwy Niemieckiej Republiki Demokratycznej. Brał udział w dwóch igrzyskach olimpijskich (IO 68, IO 72), na obu zdobywał medale w klasie Dragon, brąz w 1968 i srebro w 1972. Podczas obu startów załogę jachtu tworzyli również Karl-Heinz Thun i Konrad Weichert. Zdobyli również dwa złote medale mistrzostw Europy w 1970 i 1972 oraz srebrny w 1969 i brązowy w 1968.
Jego syn Jörn Borowski był wicemistrzem olimpijskim w 1980 w klasie 470.